# Рамирес, Хильберто
Хильберто Рамирес Санчес (исп. Gilberto Ramírez Sánchez; род. 19 июня 1991, Масатлан, Мексика) — мексиканский боксёр-профессионал, выступающий в средней, второй средней, полутяжелой и первой тяжёлой весовых категориях.
Среди профессионалов действующий чемпион мира по версиям WBA (2024—н. в.), WBO (2024—н. в.) в 1-м тяжёлом весе. Бывший чемпион Северной Америки по версии NABF (2020—2023) в полутяжёлом весе. Бывший чемпион мира по версии WBO (2016—2019), чемпион Северной Америки по версии NABF (2014—2016) во 2-м среднем весе.

## Биография
Родился 19 июня 1991 года в городе Масатлан (Мексика).

## Профессиональная карьера
Профессиональную карьеру боксёра Хильберто начал в августе 2009 года.
24 января 2015 года состоялся бой Хильберто Рамирес Санчеса в США с российским боксёром Максимом Власовым. Бой был близким и завершился победой Хильберто единогласным решением судей со счетом 96—94, 97—93, 97—93.

### Завоевание титула чемпиона мира
25 ноября 2015 года стало известно, что Хильберто Рамирес объявлен обязательным претендентом на бой с чемпионом мира по версии WBO, которым является Артур Абрахам, и всемирная боксерская организация дала командам боксеров 30 дней на то, чтобы договориться о проведении этого боя. После проведения торгов между промоутерскими компаниями боксёров бой был назначен на 9 апреля 2016 года в рамках PPV-шоу Пакьяо-Брэдли III в Лас-Вегасе (штат Невада, США).
9 апреля 2016 года Рамирес завоевал титул чемпиона мира по версии WBO в суперсреднем весе победив 36-летнего немецкого армянина Артура Абрахама (44-5, 29 КО). В бою, превосходящий габаритами своего соперника, Рамирес набрасывал много ударов не особо заботясь об их качестве. Абрахам боксировал постоянно ходя за блоком и спуртуя раз-два за раунд, а поэтому Рамирес проявляя большую активность легко забирал раунд за раундом. Несколько точных попаданий чемпиона, погоды в противостоянии не делали. В результате, счёт судей — трижды 120—108 в пользу нового чемпиона мира Хильберто Рамиреса, который стал первым мексиканцем, завоевавшим чемпионское звание в этой весовой категории.

### Бой с Дмитрием Биволом
С первого раунда Бивол обозначил свое преимущество в ринге и не терял его на протяжении всего боя. Ключом к победе над более габаритным соперником была скорость чемпиона, рваный темп боя и лучшая работа на ногах. Итог — победа Дмитрия Бивола единогласным решением судей.

### Бой с Джо Смитом мл.
Бой прошел 7 октября 2023 года в Лас-Вегасе, (США) и ознаменовался скандалами как до начала боя так и после вердикта судей. Бойцы спорили о весе, договорились на промежуточный до 87,5 кг. WBA приняла решение - возвела бой в статус элиминатора, несмотря на промежуточный вес и изменила формулу боя до 10 раундов. Смит поддавливал более рослого Рамиреса пытаясь зажать у канатов, но точнее был мексиканец. К середине боя Смит усилил давление заставляя много работать рамиреса на ногах. В 7-м раунде Смит смог потрясти мексиканца пробив точную двойку, но мексиканец устоял и даже вырвал следующую трехминутку. На действиях Смита сказался долгий простой, он много промахивался, был не точен. Судьи щедро насчитали бой в пользу Рамиреса 99—91. Решение критиковалось.

### Бой с Арсеном Гуламиряном
Несмотря на уже назначенный бой с Майрисом Бриедисом за титул IBF принял предложение о бое с чемпионом WBA Арсеном Гуламиряном.
Бой состоялся 30 марта в Инглвуде (Калифорния). Хильберто Рамирес одержал победу над Арсеном Гуламиряном, лишив его титула WBA. Бой продлился полные 12 раундов, и Рамирес уверенно выиграл единогласным решением судей, со счетом 118—110 от трёх судей. Рамирес стал первым мексиканским чемпионом в крузервейте. Для Гуламиряна это стало первым поражением в его профессиональной карьере. Рамирес был значительно активней и точнее армянина нанеся за 12 раундов боя в три раза больше точных ударов (236-79), перебил по джебам (63-9), и силовым (173-70). 

### Объединительный бой с Крисом Белламом-Смитом
16 ноября 2024 года в Саудовской Аравии провёл объединительный поединок с британским чемпионом WBO Крисом Билламом-Смитом. С самого начала поединка Рамирес контролировал темп и ход боя, показывая уверенную доминирующую работу. Биллам-Смит попытался переломить ситуацию в свою пользу в последующих раундах, однако, несмотря на свои усилия, он столкнулся с дополнительными сложностями из-за рассечения, которое вновь открылось в одиннадцатом раунде. Бой завершился по итогам 12 раундов. Судейское решение оказалось единогласным в пользу Рамиреса:116—112, 116—112 и 116—113.

### Бой с Юниэлем Дортикосом
В янавре 2025 года WBA выпустила официальное постановление — Рамирес должен провести обязательную защиту против претендента Юниэля Дортикоса (27-2, 25 КО). Бой состоялся 28 июня 2025 года в Анахайме (США). На ставке было два пояса WBA и WBO. Рамирес выглядел быстрее и точнее Дортикоса. Однако как только он начинал ввязываться в силовое противостояние с обменом ударами преимущество исчезало. Первая половина боя была равной. С середины чемпион наконец стал использовать свои сильные качества на постоянной основе. Работа ног, скорость, выносливость - за чемпионом. Дортикос начал уставать, полагаться на разовый удар. В 10-м раунде с него было снято очко за удары ниже пояса. 11-й раунд остался за претендентом, а 12-й за более свежим чемпионом. Счёт двоих судей 115—112 справдливо отражает бой. Третий судья поставил 117—111. 

## Статистика профессиональных боёв
В таблице перечислены результаты всех поединков боксёров.
В каждой строке указан результат поединка. Дополнительно номер поединка обозначен цветом, который обозначает итог поединка. Расшифровка обозначений и цветов представлена в нижеследующей таблице.
| Пример | Расшифровка                     |
| ------ | ------------------------------- |
|        | Победа                          |
|        | Ничья                           |
|        | Поражение                       |
|        | Планируемый поединок            |
|        | Поединок признан несостоявшимся |
| КО     | Нокаут                          |
| ТКО    | Технический нокаут              |
| PTS    | Решение судей (по очкам)        |
| UD     | Единогласное решение судей      |
| MD     | Решение большинства судей       |
| SD     | Раздельное решение судей        |
| RTD    | Отказ от продолжения боя        |
| DQ     | Дисквалификация                 |
| NC     | Поединок признан несостоявшимся |

| 49 поединков, 48 побед (30 нокаутом), 1 поражение. | 49 поединков, 48 побед (30 нокаутом), 1 поражение. | 49 поединков, 48 побед (30 нокаутом), 1 поражение. | 49 поединков, 48 побед (30 нокаутом), 1 поражение.        | 49 поединков, 48 побед (30 нокаутом), 1 поражение. | 49 поединков, 48 побед (30 нокаутом), 1 поражение. |
| Бой                                                | Дата                                               | Соперник                                           | Место проведения                                          | Результат                                          | Примечание |
| -------------------------------------------------- | -------------------------------------------------- | -------------------------------------------------- | --------------------------------------------------------- | -------------------------------------------------- | --- |
| 49                                                 | 27 июня 2025                                       | Юниэль Дортикос (27-2)                             | Хонда-центр, Анахайм, США                                 | UD 12                                              | Бой за титул чемпиона мира по версиям WBA-супер (2-я защита Рамиреса), WBO (1-я защита Рамиреса) в 1-м тяжёлом весе. Счет судей: 117-110, 115-112, 115-112.     |
| 48                                                 | 16 ноября 2024                                     | Крис Биллам-Смит (20-1)                            | Selhurst Park, Эр-Рияд, Саудовская Аравия                 | UD 12                                              | Бой за титул чемпиона мира по версиям WBO (3-я защита Биллам-Смита), WBA-супер (1-я защита Рамиреса) в 1-м тяжёлом весе. Счет судей: 116-112, 116-113, 116-112. |
| 47                                                 | 30 марта 2024                                      | Арсен Гуламирян (27-0)                             | YouTube Theater, Инглвуд Калифорния, США                  | UD 12                                              | Бой за титул чемпиона мира по версии WBA-супер (3-я защита Гуламиряна) в 1-м тяжёлом весе. Счёт судей: 118-110 (трижды).                                        |
| 46                                                 | 7 октября 2023                                     | Джо Смит-младший (28-4)                            | Cosmopolitan of Las Vegas, Лас-Вегас, Невада, США         | UD 10                                              | Счёт: 99-91 (трижды). |
| Перешёл в 1-й тяжёлый вес (до 90,72 кг).           |                                                    |                                                    |                                                           |                                                    | |
| 45                                                 | 5 ноября 2022                                      | Дмитрий Бивол (20-0)                               | Etihad Arena, Абу-Даби, ОАЭ                               | UD 12                                              | Бой за титул суперчемпиона мира по версии WBA Super (4-я защита Бивола) в полутяжёлом весе.                                                                     |
| 44                                                 | 14 мая 2022                                        | Доминик Бёзель (32-2)                              | Toyota Arena, Онтэрио, Калифорния, США                    | KO 4 (12), 1:33                                    | Защитил статус обязательного претендента на титул чемпиона мира по версии WBA в полутяжёлом весе.                                                               |
| 43                                                 | 18 декабря 2021                                    | Юниески Гонсалес (21-3)                            | AT&T-центр, Сан-Антонио, Техас, США                       | TKO 10 (12), 1:23                                  | Завоевал статус обязательного претендента на титул чемпиона мира по версии WBA в полутяжёлом весе.                                                              |
| 42                                                 | 9 июля 2021                                        | Салливан Баррера (22-3)                            | Стадион Banc of California, Лос-Анджелес, Калифорния, США | KO 4 (12), 1:38                                    | Защитил титул чемпиона Северной Америки по версии NABF (1-я защита Рамиреса) в полутяжёлом весе.                                                                |
| 41                                                 | 18 декабря 2020                                    | Альфонсо Лопес (32-3)                              | Конференц-центр острова Галвестон, Галвестон, Техас, США  | TKO 10 (12), 0:59                                  | Завоевал титул чемпиона Северной Америки по версии NABF (1-я защита Лопеса) в полутяжёлом весе.                                                                 |
| 40                                                 | 12 апреля 2019                                     | Томми Карпенси (29-6-1)                            | Стэйплс-центр, Лос-Анджелес, Калифорния, США              | RTD 4 (10), 3:00                                   | 1-й бой в полутяжёлом весе. |
| Перешёл в полутяжёлый вес (до 79,38 кг).           |                                                    |                                                    |                                                           |                                                    | |
| 39                                                 | 14 декабря 2018                                    | Джесси Харт (2) (25-1)                             | American Bank Center, Корпус-Кристи, Техас, США           | MD 12                                              | Счёт: 114-114 и 115-113 (дважды). Защитил титул чемпиона мира по версии WBO (5-я защита Рамиреса) во 2-м среднем весе.                                          |
| 38                                                 | 30 июня 2018                                       | Роамер Алексис Ангуло (23-0)                       | Chesapeake Energy Arena, Оклахома-Сити, Оклахома, США     | UD 12                                              | Счёт: 120-108 и 119-109 (дважды). Защитил титул чемпиона мира по версии WBO (4-я защита Рамиреса) во 2-м среднем весе.                                          |
| 37                                                 | 3 февраля 2018                                     | Хабиб Ахмед (25-0-1)                               | Bank of America Center, Корпус-Кристи, Техас, США         | TKO 6 (12), 2:31                                   | Защитил титул чемпиона мира по версии WBO (3-я защита Рамиреса) во 2-м среднем весе.                                                                            |
| 36                                                 | 22 сентября 2017                                   | Джесси Харт (22-0)                                 | Конференц-центр, Тусон, Аризона, США                      | UD 12                                              | Счёт: 114-113 и 115-112 (дважды). Защитил титул чемпиона мира по версии WBO (2-я защита Рамиреса) во 2-м среднем весе.                                          |
| 35                                                 | 22 апреля 2017                                     | Максим Бурсак (33-4-1)                             | Стабхаб Сентер, Карсон, Калифорния, США                   | UD 12                                              | Счёт: 120-106 (все). Защитил титул чемпиона мира по версии WBO (1-я защита Рамиреса) во 2-м среднем весе.                                                       |
| 34                                                 | 9 апреля 2016                                      | Артур Абрахам (44-4-0)                             | MGM Grand, Лас-Вегас, Невада, США                         | UD 12                                              | Счёт: 120-108 (все). Завоевал титул чемпиона мира по версии WBO во 2-м среднем весе.                                                                            |
| 33                                                 | 20 ноября 2015                                     | Геворг Хачикян (22-1-0)                            | Лас-Вегас, Невада, США                                    | UD 10                                              | Счёт: 99-91, 100-90 (дважды). 3-я защита чемпионского титула WBO International и 4-я защита титула NABF во 2-м среднем весе.                                    |
| 32                                                 | 26 июня 2015                                       | Дерек Эдвардс (27-4-1)                             | Идальго, Техас, США                                       | UD 10                                              | Счёт: 100-90 (все). 2-я защита чемпионского титула WBO International и 3-я защита титула NABF во 2-м среднем весе.                                              |
| 31                                                 | 24 января 2015                                     | Максим Власов (30-1-0)                             | 1stBank Center, Брумфилд, Колорадо, США                   | UD 10                                              | Счёт: 96-94, 97-93, 97-93. |
| 30                                                 | 15 ноября 2015                                     | Фульхенсио Суньига (27-9-1)                        | Сан-Антонио, Техас, США                                   | TKO 8 (10)                                         | 1-я защита чемпионского титула WBO International и 2-я защита титула NABF во 2-м среднем весе.                                                                  |
| 29                                                 | 19 июля 2014                                       | Джуниор Талипеау (20-2-1)                          | Макао, Китай                                              | TKO 1 (10)                                         | Завоевал вакантный титул чемпиона мира по версии WBO International и 1-й раз защитил титул NABF во 2-м среднем весе.                                            |
| 28                                                 | 11 марта 2014                                      | Джованни Лоренцо (33-6-0)                          | Лас-Вегас, Невада, США                                    | TKO 5 (10)                                         | Завоевал вакантный титул чемпиона NABF и вакантный титул чемпиона WBO NABO во 2-м среднем весе.                                                                 |
| 27                                                 | 1 февраля 2014                                     | Дон Моутон (12-7-1)                                | Лас-Вегас, Невада, США                                    | TKO 1 (10)                                         | Завоевал вакантный титул чемпиона NABF и вакантный титул чемпиона WBO NABO во 2-м среднем весе.                                                                 |
| Бои во 2-м среднем весе (до 76,2 кг).              |                                                    |                                                    |                                                           |                                                    | |
| Бой                                                | Дата                                               | Соперник                                           | Место проведения                                          | Результат                                          | Примечание |